# レーモン4世 (トゥールーズ伯)
レーモン4世 (Raymond IV de Toulouse, 1052年頃 - 1105年）は、トゥールーズ伯、プロヴァンス辺境伯で第1回十字軍の主要な指導者の1人。エルサレム占領後、トリポリ伯領の基盤を創設した。10代でサン＝ジル伯を継承したため、レーモン・ド・サン＝ジル（Raymond de Saint-Gilles）とも。聖墳墓教会の門番との乱闘のため片目を失い、隻眼であったと言われている。

## 生涯
レーモンはトゥールーズ伯ポンスとアルモディス・ド・ラ・マルシュの息子である。兄トゥールーズ伯ギヨーム4世が娘フィリッパ（アキテーヌ公ギヨーム9世の妃）を後継者に指名して亡くなった時、簒奪してトゥールーズ伯となった。このため、しばしば伯位を主張するアキテーヌ公の攻撃を受けた。
3度結婚しているが、最初の2回は近親婚として無効とされており、それを理由に2度破門を受けている。このため、最初の妻との子である長子ベルトランは庶子と見なされることが多い。
十字軍以前にもスペインでイスラム教徒と戦っており、第1回十字軍の勧誘においても諸侯の中で真っ先に参加を誓ったと言われる。年齢的にも最年長であり、南仏諸侯のリーダーと見なされた。コンスタンティノープルでは東ローマ皇帝に臣従を誓わず、むしろ友人としてボエモンに対する同盟を組んだと言われる。
1097年のニカイア攻囲戦やドリュラエウムの戦いに参加したが、1097年10月のアンティオキア攻囲戦で初めて大きな役割を果たした。またこのとき、配下のペトルス・バルトロメオという人物が聖槍を発見したとして、大いに十字軍の士気を揚げている。
アンティオキア攻略後、市内に兵を駐留させていたが、アンティオキア領有を主張するボエモンに追い出されてしまう。同じ南仏出身であった教皇使節アデマールがアンティオキア陥落直後に死んだ後は、ボエモンとの対立を仲裁をする者もなくなり、ますます確執が深まる。レーモンはボエモンの領土拡張を妨げるために、独自の領土としてトリポリの所有を望んだが、兵達はエルサレム進撃を望んだため、一次中断し、ゴドフロワらと共にエルサレムを攻略した。
当初、彼がエルサレム王に推戴されたが、キリストが磔になった地で王と呼ばれたくないとしてこれを断った。このためゴドフロワが王に選ばれたが、ゴドフロワもまた王と呼ばれることを嫌い、聖墓守護者と称した。その後、アスカロンの戦いに加わったが、アスカロン占領をめぐってゴドフロワと争ったため、これを攻略することができなかった。このため、十字軍と決別してコンスタンティノープルに滞在した。ここで1101年の十字軍と合流したが、アナトリアで敗れている。再びコンスタンティノープルに戻り、皇帝アレクシオス1世コムネノスの援助を受けてトリポリ攻略を目指したが、その途中で病死した。
甥であるギヨーム・ジュールダンが包囲を続けたが、その後ベルトランが取って代わり、1109年にトリポリを陥落させてトリポリ伯国を創設している。
配下であったレーモン・ダジール（Raimundus de Aguilers）が第1回十字軍の記録をレーモンの観点から記述している。

## 子女
最初に、フォルカルキエ伯・プロヴァンス伯ベルトラン1世の娘またはプロヴァンス伯ジョフロワ1世の娘と結婚した。
- ベルトラン（? - 1112年）[5] - トゥールーズ伯、トリポリ伯

2度目に、シチリア伯ルッジェーロ1世の娘マティルデと結婚した。
3度目に、カスティーリャ王アルフォンソ6世の庶子エルヴィラと結婚した。
- アルフォンス1世（1103年 - 1148年） - トリポリ伯、トゥールーズ伯